# Spectreman
Spectreman (スペクトルマン, Supekutoruman) é um seriado japonês de ficção científica do gênero tokusatsu produzida pela P Productions e Krantz Films e criada pelo produtor Souji Ushio (pseudônimo de Tomio Sagisu). Foi exibido originalmente pela Fuji Television de 2 de janeiro de 1971 a 25 de março de 1972, com um total de 63 episódios.
O seriado contava a luta do androide Spectreman contra o genial cientista Dr. Gori e seu divertido auxiliar, Karas — ambos simioides (homens-macaco).
No Brasil, a série foi exibida de 1981 a 1982 pela Rede Record (em parceira com a TVS Canal 11 - Rio de Janeiro) e de 1983 até 1990 na TVS (atual SBT).

## História
| “ | Planeta: Terra. Cidade: Tóquio. Como em todas as metrópoles deste planeta, Tóquio se acha hoje em desvantagem em sua luta contra o maior inimigo do homem: a poluição. E apesar dos esforços das autoridades de todo o mundo, pode chegar um dia em que a terra, o ar e as águas venham a se tornar letais para toda e qualquer forma de vida. Quem poderá intervir? Spectreman! | ” |

Era com o texto apocalíptico acima que o narrador iniciava cada episódio da série. No primeiro capítulo, um homem que caminhava pelas tumultuadas ruas da capital japonesa ouve um chamado. Imediatamente, o sujeito olha para o céu e vê, entre as nuvens, uma espécie de espaçonave. Por telepatia, recebe a ordem: "Spectreman, essa é a voz dos Dominantes. Prevemos uma catástrofe ecológica em plena Baía de Tóquio. Horário terrestre: 19 horas. Tua missão é investigar imediatamente. Lembre-se que não deves revelar tua identidade a nenhum nativo deste planeta. Estás preparado, Spectreman?"
"Às ordens!". Essa era a resposta que permitia, ao aparente ser humano chamado Kenji, se transformar no androide Spectreman. Ele era, na verdade, um robô alienígena construído pelos Dominantes (chamados de Overlord na versão em inglês), habitantes de Nebula 71, asteroide que navega livremente pelo Universo. Nebula é membro da Federação Universal e tem a missão de proteger os planetas subdesenvolvidos contra a destruição prematura devido a causas internas ou externas.
Inicialmente, Spectreman foi enviado à Terra para salvar a humanidade da destruição causada pela poluição. Para que o androide não fosse identificado pelos nativos do planeta, ele tinha a capacidade de se transformar em um ser humano. Além disso, se empregou na Divisão de Pesquisa e Controle de Poluição, um órgão local composto por uma equipe de técnicos. O objetivo era facilitar as investigações que eventualmente precisasse fazer a pedido dos Dominantes.
Mas, já durante a primeira tarefa, Spectreman se deparou com um monstro gigante que surgiu nas águas da baía da cidade. O androide e a população local acreditavam que o ser não identificado era uma mutação genética, resultado do excesso de sujeira na água. Na verdade, o bicho era obra de dois alienígenas: os simioides Góri — cuja inteligência superava a de qualquer ser humano — e seu auxiliar, Karas. Ambos eram originários do planeta Épsilon, no sistema Gáliste (equivalente ao nosso Sistema Solar, esse planeta era o quinto a partir de seu Sol), localizado na Constelação de Sagitário, e pretendiam tomar a Terra pra si eliminando os seres humanos.
A partir daí, Spectreman recebe a ordem dos Dominantes para proteger o planeta das ações do doutor Góri, que não hesitaria em utilizar todo o potencial de sua genialidade na criação de terríveis monstros.
No último episódio da série, doutor Góri é derrotado por Spectreman. Na verdade, não há luta corporal entre eles. O herói tenta convencer o inimigo que sua notável inteligência deveria ser posta ao serviço do bem, e não para a destruição e tirania. Góri recusa a oferta dizendo-se velho para suportar tal mudança de atitude, e que preferia morrer a viver em um planeta com os medíocres humanos. Após essas palavras, Góri se atira penhasco abaixo, cometendo suicídio, e Spectreman retorna a Nebula 71 depois de cumprir a sua missão na Terra.

## Audiência
Spectreman teve grande êxito de audiência no Japão. A série provocou, em 1971, o segundo kaijyu boom (explosão de popularidade entre seriados de monstros e afins), além de ter superado a audiência do famoso anime de beisebol Kyojin no Hoshi.

### No Brasil
No Brasil, a primeira exibição de Spectreman foi feita pela TV Record de 13 de janeiro de 1981 a 15 de dezembro de 1981, à noite, no horário das 18:45 até às 19:45. Eram exibidos dois episódios todas as terças-feiras sem muito sucesso de audiência. Foi reprisado de 12 de julho de 1982 a 27 de agosto de 1982, a série era apresentada alternando com Ultraseven na mesma emissora às tardes ,foi substituído pelo Os Vingadores do Espaço. Spectreman conquistou melhores resultados quando se mudou para a TVS (atual SBT) em 1982 na Sessão Sorteio do Meio -Dia' no Programa Bozo no período de 6 de dezembro de 1982 a 7 de janeiro de 1983 sem muito sucesso foi substituído pelo desenho Pica-Pau, depois voltou aá ser exibido novamente,agora aos domingos.Os episódios foram exibidos de forma dupla do mesmo jeito em que a TV Record havia exibido em sua primeira exibição. Foi transmitido nas manhãs de domingo no horário de 8:30 as 9:30 em 5 de junho a 18 de dezembro de 1983. O início ainda foi fraco, pois era exibido em meio à reprise de Ultraman e Ultraman Jack. Em 1986, o seriado japonês conquistou a audiência dos telespectadores quando foi exibido nas manhãs dentro do programa Bozo. Spectreman seria exibido ainda no Tv Poww! e no Show Maravilha de 18 de outubro de 1988 a 28 de abril de 1990. A última exibição ocorreu em 1990 no período de 13 de agosto a 1 de dezembro, às 10:00, no programa Bozo. Nesta última exibição, os episódios foram exibidos sem comerciais e somente 56 episódios foram exibidos. Não foram exibidas as duas partes dos episódios "Fúria Cega" e "A Maldição da Feiticeira". Por fim, o seriado foi superado em audiência pelos novos tokusatsu da Toei, Jaspion e Changeman, na Rede Manchete.

## O herói

### Forma física
Spectreman era capaz de assumir duas aparências físicas distintas:
- Forma humana - idêntico a um terráqueo, era um disfarce para ter condições de transitar livremente entre a população e realizar investigações solicitadas pelos Dominantes. O seu nome era Kenji. Nesse estado físico, ele não tinha acesso à enorme força e às armas especiais que possuía quando estava em seu estado natural de robô. A forma humana era usada também para recarregar as energias perdidas em combate.
- Forma robótica - era o estado físico natural do androide, usado para combate. O tronco era constituído de uma espécie de couraça escura, e os braços, as pernas e a cabeça de um material metálico dourado. Nessa forma, Spectreman tinha acesso a todas as suas funcionalidades alienígenas.

Para se converter em um dos estados físicos, Spectreman solicitava a transformação aos Dominantes. Se aprovado, os alienígenas chefes enviavam um raio de Nebula 71 em direção a Spectreman, que recebia a energia com um ou os dois braços esticados para cima. Esses raios saiam novamente de seu cinturão, passando em volta do seu corpo, mudando de cor e mostrando seu corpo humano, seu corpo cibernético e por fim sua armadura de combate. Podia se transformar também dando um salto mortal no ar (ele o fez entre os episódios 55 e 63, embora nos episódios 58 e 59 ele se transforme do modo normal). Porém, quando não possuía mais energia devido a um exaustivo combate, por exemplo, ele desmaiava e se transformava automaticamente do estado de combate (robô) para o humano. O retorno à forma de combate só seria autorizado pelos Dominantes após a recarga da energia, que era feita gradativamente. A energia era reposta por Spectreman possuir moléculas de prótons e raios gama, e sua recarga nuclear se dava no prazo de 24 horas.

### Armas
Spectreman era um robô fortemente armado com raios e outros artefatos de ataque e defesa. Ele era capaz de assumir dois tamanhos: o pequeno, com dimensões próximas às de um ser humano, e o gigante, ficando maior do que a maioria dos prédios da cidade de Tóquio. Ele também podia voar naturalmente, sem precisar de outro equipamento para isso. Entre as armas, destacavam-se:
- Spectre-Flash - a sua arma mais potente. Consistia em um raio disparado de suas mãos ou pulso (dependendo da postura com que ele a acionava). Era utilizado para destruir o inimigo em definitivo. O feixe de energia gerava uma luminosidade tão forte que foi notada por um apresentador de televisão, que disse, ao vivo: "O ser lançou um espectro em direção ao monstro. Humm, Spectreman, é isso, esse será o nome dele." Leva 2 segundos e meio para dispará-lo.
- Spectre-Flash Double - é uma disparo duplo do Spectre-Flash, mas este recurso só foi usado no último episódio (63).
- Shuriken - espécie de estrela ninja, eram discos de metal altamente cortantes. Eles ficavam guardados no cinto, prontos para serem disparados contra o inimigo. Às vezes, podem aumentar de tamanho quando arremessadas.
- Spectre-Blades - afiadas lâminas retráteis, localizadas no antebraço, que são capazes de cortar qualquer monstro. Podem ser utilizadas como arma de defesa para rebater raios e outros objetos atirados contra Spectreman, e como arma de ataque através de golpes e poderes especiais explicados detalhadamente no tópico seguinte.
- Spectre-Sword & Shield - espada e escudo enviados por Nebula 71 quando solicitados (utilizados apenas no episódio 22).
- Spectre-Gun - espécie de super-revólver, também enviado por Nebula 71 quando solicitado (utilizado apenas no episódio 26).
- Spectre-Freezer -  Ao ser disparado, congela um monstro em questão de segundos. A primeira vez em que ele foi usado foi no episódio 27. Ele saía em forma de jato de gelo do alto da crista de Spcetreman. No episódio 52, ele foi disparado diferente: em forma de raio circular (como um anel de gelo).

Outras armas, ataques, poderes, técnicas e equipamentos:
- Spectro-Luzes ou Spectro-Visão - acionada quando seus olhos brilham, serve para enxergar através de corpos fechados ou vê-los quando estão invisíveis. Utilizou-a nos episódios 17 e 20.
- Spectre-Smoke - é uma espécie de cortina de fumaça que sai entre as suas mãos. É usado para deixar os monstros confusos e sem ação. Só foi usado uma vez: no episódio 16.
- Spectre-Shock- poderoso choque elétrico emitido quando juntadas as palmas de suas mãos. Serve para atordoar os monstros a fim de se livrar deles quando os mesmos o imobilizam durante o combate corpo a corpo. Utilizado apenas uma vez, também no episódio 16.
- Spectre-Glue - substância vedante disparada de seus dedos que serve para lacrar objetos, principalmente aberturas como portas, janelas etc. Utilizou-a apenas no episódio 6.
- Spectre-Paru-Cross - utilizada no episódio 45, era uma imensa cruz de madeira construída pelo já agonizante patrulheiro galáctico Halux (Pal / Paru no original) para que Spectreman destruísse o vampiro espacial Vurdalak, pois, segundo o próprio Halux, esta era a única maneira de derrotar o vampiro.
- Spectre-Self-Healing - Spectreman pode se autorreparar quando sofre algum ferimento ou dano em seu corpo metálico. Para realizar sua regeneração, coloca suas mãos na altura de seu tórax e se deita em alguma superfície plana. O processo de cura só estará concluído quando a luz verde em sua testa começar a piscar. Este recurso foi usado apenas no episódio 4, quando teve suas costas fincadas por um garfo de feno dentro de um celeiro.
- Spectre- Fire Extinguisher - é um poderoso jato de água que sai de uma de suas mãos. Quando acionado, é semelhante a um extintor de incêndio. Este recurso só foi utilizado no episódio 53.
- Spectre-Combined-Flash - Combinação dos raios X e R do Spectre-Flash, é utilizado para curar seres humanos infectados com substâncias altamente poluentes e mortais. Aplicado segundo orientação direta dos Dominantes, também foi usado uma só vez, no episódio 6.
- Spectre-Flying-Crash - potente golpe aplicado quando está em voo. Spectreman se atira pra cima do monstro, atravessando-o de fora a fora e desintegrando-o de uma só vez. Assim como outros poderes, também foi utilizado apenas em uma única oportunidade, no episódio 2.
- Spectre-Sonar – aumenta o alcance de sua audição, permitindo escutar quaisquer ruídos mesmo a grandes distâncias ou até mesmo debaixo da terra. Foi utilizado nos episódios 16, 28, 29 e 43. Neste episódio, ele consegue detectar o ruído de uma bomba relógio sem ter se transformado.
- Spectre-Atomic-Crash – outro golpe peculiar. Consiste em levantar voo levando, consigo, o monstro muito bem seguro. Depois, atira-o com tamanha potência ao solo que este acaba explodindo com o impacto. Utilizado apenas no episódio 8.
- Energy Timer – é um medidor analógico em formato de relógio de pulso utilizado quando está em sua forma humana (Kenji), com o qual Spectreman pode verificar seus níveis de energia para fins de se transformar novamente em sua forma robótica. Utilizado no episódio 47.
- Spectre-Flying-Kick - para fazê-lo, o herói dá um salto para frente do adversário e, com os dois pés, o acerta. Esse golpe foi utilizado nos episódios 24 e 36.
- Spectre-Stroke-Scissors - para fazê-lo, o herói dá um salto para a frente do seu adversário e, com as pernas, prende o pescoço do seu oponente. Com o corpo, ele o derruba. É um golpe muito usado em luta profissional. Foi utilizado com o monstro Saladin (57) e a Bruxa Lisa (58). No episódio 60, ele não precisou saltar: deu o golpe no chão, derrubando o monstro.
- Spectre-Whril – ao segurar o monstro em alguma parte do corpo (pata ou cauda), Spectreman pode girá-lo no ar com força suficiente a fim de arremessá-lo para bem longe. Fez isso no episódio 7 com a barata gigante Mega-Ortópteros e, no episódio 38, com o temível lagarto Esteguron, chegando a arrancar a cauda deste.
- Spectre-High-Voltage - quando Spectreman está enfraquecido, geralmente caído ao chão devido a grande perda de energia após uma desgastante batalha, os Dominantes podem sobrecarregar seus circuitos a fim de eletrocutar qualquer monstro que esteja ao seu redor. Utilizado uma só vez, no episódio 14.
- Spectre-Faster-Cutter – utilizando suas afiadas lâminas, pode cortar em pedaços os monstros em questão de segundos com movimentos ultravelozes. Fez isso nos episódios 33 e 62.
- Spectre-Brightness-Solar é um poderoso brilho ou uma luz incandescente que usa o poder do sol para cegar o seu oponente. Foi usado somente no episódio 27.
- Spectre-Power-Kick - é um chute poderoso capaz de arremessar os monstros para bem longe. Foi usado no episódio 37. No episódio 50, o doutor Góri fez uma cópia exata do herói, e a cópia usa esse golpe em uma falsa luta contra o monstro Drago, chutando-o para bem longe.
- Spectre-Jump-Reverse - é um poderoso salto que ele dá para trás, subindo ao topo de uma montanha e ganhando tempo para contra-atacar seu oponente. Foi usado nos episódios 26, 30, 36, 38, 41, 43, 58 e 62.
- Spectre-Space-Flight – Spectreman também tem a capacidade de voar no espaço sideral com velocidades espantosas (fato este confirmado pelo tenebroso cérebro alienígena Zunon no episódio 22: "capaz de cruzar o espaço mais rápido do que qualquer espaçonave"). Utilizou este voo espacial nos episódios 6 (ao voltar à Terra após a luta contra os simiodes no 7º planeta da constelação de Pégasus), 22 (em perseguição à nave do doutor Góri tomada por Zunon), 36 e 56 (pra retornar à Terra após passar por reparos na Nave Nebula).
- Spectre-Air-Stopping – por alguns segundos, Spectreman consegue parar no ar durante o combate junto com seu oponente, quando ambos saltam um contra o outro para, assim, continuar a luta. Utilizado no episódio 36.
- Spectre-Power-Punch - é um poderoso soco que ele dá em seu oponente, fazendo-o ficar desorientado, às vezes rodopiando sobre si mesmo ou mandando-o para longe durante o combate. Usado nos episódios 9, 18, 47 e 51.
- Spectre-Power-Air-Punch - é um poderoso soco que ele dá em seu oponente, fazendo-o subir e cair no chão, ficando desorientado ao recebê-lo. Usado somente no episódio 36.
- Spectre-Power-Hurl - para fazê-lo, o herói pega o monstro, levanta-o para o alto e arremessa-o para longe para o chão ou para o céu, ganhando tempo para contra-atacar. Foi usado nos episódios 4, 8 (neste episódio, o golpe não funciona, o monstro cai em pé e contra-ataca), 20 (neste episódio, o golpe não funciona, pois o monstro cai em pé novamente), 24, 29 (neste episódio, também não funcionou: o monstro cai e já contra-ataca), 30, 38, 39 e 47.
- Spectre-Power-Twirl - é um golpe em que ele pega o seu oponente pela mão e gira o junto com ele. Depois, o solta, caindo no chão e fazendo o seu adversário ficar confuso, dando tempo para o herói fazer um contra-ataque. Foi usado no episódio 46 contra o monstro Gamon.
- Spectre-Paralyse - esse golpe paralisa o monstro através de uma grande concentração de energia positiva. Só foi usado pelo herói uma vez, junto com o menino vidente Joji, através da força mental de ambos, no episódio 60.
- Spectre-Flying-Spin – quando está combatendo em voo, Spectreman dá voltas ao redor do monstro a fim de deixá-lo tonto e desnorteado. Utilizou nos episódios 1 (contra Hydrax) e 11 (contra Dustman).
- Spectre-Titanic-Tread – poderosa pisoteada desferida contra os monstros a fim de atordoá-los. Utilizou nos episódios 16 (contra Cinuritaux), 30 (contra Pavoroidus) e 52 (contra o Mount-Dragon).
- Spectre-Shuriken-Tumble – arremessa suas estrelas cortantes contra o inimigo dando uma cambalhota no ar, aniquilando-o de uma só vez. Utilizou no episódio 61.
- Energy Charger – Spectreman pode recarregar suas energias na sua identidade humana do agente Kenji através deste aparelho carregador escondido no quarto do seu apartamento, que aparece em duas formas na série: no episódio 14, está acoplado sobre um piano que é acionado ao se tocar em suas teclas. No episódio 20, está dentro de um guarda-roupas. Em ambos os casos, quando Kenji recorre ao aparelho, ele sobe as escadarias até o seu apartamento manquitolando com muita dificuldade devido ao desgaste energético.
- Spectre-Flying-Interceptor – ao ser perseguido nos céus por um monstro que voa à mesma velocidade, Spectreman pode parar no ar com seus braços e pernas abertos formando uma espécie de X a fim de interceptar o monstro ou oponente que está logo atrás no seu encalço. Utilizou no episódio 8.
- Spectre-Repair-Chamber - se trata de um dispositivo localizado na nave de Nebula que consiste numa espécie de leito com uma redoma de vidro por cima que serve como tampa onde os Dominantes realizam a manutenção de Spectreman quando necessário. Foi utilizada nos episódios 36 (para Spectreman ser reconstruído após ter sido desintegrado pela lava do vulcão junto com o monstro Selenetério) e 56 (quando teve seus circuitos danificados por um gás venenoso produzido pelos Irmãos Assassinos).
- Spectre-Defense - é um golpe de defesa. O monstro lança um raio em direção a Spectreman e o herói cruza os braços pra rebatê-los sem usar as suas Spectre-Blades. Foi usado somente uma vez, no episódio 8.
- Spectre-Drill – ao juntar seus braços esticados com suas Spectre-Blades acionadas e girar em alta velocidade em torno de si, Spectreman produz uma poderosa broca que é capaz de perfurar qualquer superfície, por mais sólida e resistente que ela seja. Utilizou-a nos episódios 6, 8, 22 (para se mover no subsolo) e 11 (para perfurar o monstro Dustman).
- Spectre-Strike-Blades – o herói pode disparar contra o inimigo suas Spectre-Blades ao cruzar seus braços em forma de um X após concentrar toda sua energia positiva. Fez isso para aniquilar de vez o Tiranossaurus rex no episódio 60.
- Spectre-Samplers – são recipientes prateados em que Spectreman armazena quaisquer tipos de amostras para serem enviadas aos Dominantes. Utilizou-os no episódio 5.
- Spectre-Lubricant-Injetor – se trata de uma espécie de tubo prateado semelhante a uma seringa com o qual Kenji colocou óleo lubrificante em seu braço a fim de se livrar do veneno da mordida do monstro Saladim. Utilizou-o no episódio 58, após a primeira batalha entre Spectreman (Kenji) e a criatura ocorrida no final do episódio 57.
- Spectre-Surprise-Attack - usa sua Spectre-Drill para perfurar o subsolo a fim de surpreender seu adversário num ataque surpresa, saindo rapidamente de debaixo do chão. Utilizou esse ataque no episódio 22 contra o monstro Telescópus (Gilagind no original).
- Spectre-Underground-Attack - superataque que o herói utiliza para fulminar o inimigo quando ambos combatem debaixo da terra. Utilizou-o no episódio 8 (para destruir o simioide Karr) e no 33 (contra o Dragão Tricéfalo, mas desta vez sem sucesso).
- Spectre-Slideshow-Screen - um monitor na nave Nebula que fornece imagens em forma de eslaides com o qual os Dominantes puderam mostrar a Spectreman o padrão de luta, poderes e golpes do assassino espacial Meteoro, que havia desafiado o herói para um duelo mortal.
- Spectre-Galaxy-GPS – Spectreman possui um sistema de rastreamento em seus sensores que pode informar em tempo real a localização de planetas e outros corpos celestes em qualquer parte da galáxia. Utilizou-o no episódio 54 para informar a então posição e situação do planeta natal do Computer Monster, que duvidou no início porém acabou confirmando que o herói estava certo.
- ·Spectre-Size-Control – durante as batalhas, Spectreman pode aumentar ou diminuir seu tamanho livremente conforme for preciso. Fez uso desta sua capacidade nos episódios 17, 18 (contra Baletrônico) e 62 (contra o Super Monstro).
- Spectre-Fatal-Slash - é o golpe final desferido no adversário utilizando sua Spectre-Sword. Executou-o apenas no episódio 22 para derrotar o monstro Telescópus.
- Spectre-Shooting-Range - ao receber o poderoso revólver Spectre-Gun dos Dominantes no episódio 26, Spectreman teve de realizar um intensivo e rigoroso treinamento de manuseio desta arma que seria utilizada para combater o temível monstro Belzebu (Satan King).

## O inimigo
Góri, ou doutor Góri, é original do planeta Épsilon, situado na Constelação de Sagitário, distante aproximadamente 40 mil anos-luz do Sistema Solar. Lá, vive uma civilização de homens-macaco pacíficos e civilizados, de tecnologia muito avançada, visada para o bem comum. Góri, um genial cientista, detentor de um intelecto muito acima de qualquer ser humano, foi escolhido como o líder. Porém, ao assumir o poder, quis construir armas mortíferas para derrubar o governo central de Épsilon e conquistar planetas pelo Universo. Góri achava que a tecnologia de sua civilização fora desperdiçada em projetos pacíficos.
O plano foi logo descoberto e Góri considerado culpado. Como na sociedade dos simioides não havia pena de morte, a punição seria a alteração da mente do cientista, de forma que sua maldade fosse eliminada. Antes que isso acontecesse, um oficial do exército chamado Karas liberta Góri da prisão e ambos fogem em uma nave. Vagando pelo Espaço, a dupla chega à Terra graças a uma tempestade eletromagnética. Góri fica encantado ao ver o planeta. Analisando de perto, descobre que os seres humanos estavam destruindo seu próprio mundo com a poluição. Indignado, Góri decide conquistar a Terra, transformando-a em seu paraíso particular.
Góri e Karas iniciam suas investidas à Terra utilizando apenas sua espaçonave como base. Mais adiante, os dois alienígenas constroem uma base em solo, escondida no interior de uma montanha, nos arredores de Tóquio. Tanto da nave quanto da base, Góri tem dispositivos que o permitem construir seres vivos gigantescos para utilizar como ferramentas de destruição. Como matéria-prima, utiliza lixo produzido pelos seres humanos.
O doutor Góri teve dois modelos de espaçonaves na série: o primeiro foi utilizado entre os episódios 1 e 37 e era um disco voador na cor branca que girava em torno de si quando estava em voo. O segundo foi utilizado entre os episódios 38 e 63 e era uma espécie de foguete na cor preta com 5 "braços" de cor amarela acoplados em sua lateral.

## Produção

### A criação do herói
No início de 1970, o presidente da P-Productions, Tomio Sagísu, teve a ideia de criar um programa em que "monstros macacos alienígenas" seriam vilões e teriam o papel principal. Talvez a inspiração tenha vindo do mais recente sucesso do cinema americano na época: O Planeta dos Macacos. O argumento agradou e, em agosto, um episódio piloto de oito minutos chegou a ser gravado. Nesse teste, intitulado Choujin Elementman, o herói tinha um visual todo vermelho, bem diferente do que acabou se tornando Spectreman — a máscara, por exemplo, mostrava a boca do ator. Já o famoso vilão Dr. Gori não existia nessa versão. No lugar dele, havia apenas Karas, que viria a ser, na versão definitiva, o divertido assistente de Gori.
As cenas de ação do herói eram interpretadas pelo ator Kouji Uenishi, já muito conhecido na época por encarnar o Ultraseven transformado. Uenishi acabou permanecendo na versão definitiva da série dando movimentos a Spectreman e também ao assistente Karas. Em entrevistas à imprensa, o ator revelou que ia frequentemente ao zoológico estudar a movimentação dos gorilas para dar vida ao personagem. Para a versão humana do herói, foi escolhido o ator e carateca experiente Tetsuo Narikawa.
A proposta da P-Productions foi aceita pela TV Fuji. Mas, para ir ao ar, a emissora exigiu algumas alterações, como a máscara do herói, que deveria cobrir toda a cara do ator. Ajustes feitos, no dia 2 de janeiro de 1971, a série estreava com o título Uchu Enjin Gori (Gori, o Homem-Macaco Espacial). Passados alguns episódios, porém, telespectadores reclamaram do nome da série. Foi então que, na aventura 21, ela passa a se chamar Uchu Enjin Gori Versus Spectroman. A partir do capítulo 40, viria a se chamar apenas Spectroman (Spectreman é o título internacional do programa).

### Efeitos especiais
Os efeitos especiais eram muito arcaicos e tão limitados que, popularmente, passaram a ser denominados "defeitos especiais". Segundo Tomio Sagísu, houve uma terrível falta de tempo na produção dos primeiros episódios, causada pelas mudanças de última hora pedidas pela TV Fuji. Tanto que o monstro Midron, que aparece no episódio 3, era, na verdade, um reaproveitamento da fantasia utilizada no episódio piloto. Outro monstro também seria repetido: Zeron, do capítulo 4, veio de outro projeto da produtora, Jaguarman (1967).
Com o orçamento muito restrito, a P-Productions teve que improvisar para colocar em prática as histórias criadas pelos roteiristas. As cidades cenográficas eram feitas de isopor e materiais afins. Em uma luta entre Spectreman e algum monstro no meio da cidade de Tóquio, quase sempre ambos acabavam atingindo um prédio, que era destruído – ou quebrado, pois era perceptível a presença das lâminas de isopor branco pintados de cinza.
Outra dificuldade era produzir as explosões. Feitas artesanalmente, era possível perceber que não passavam de um punhado de álcool pegando fogo, como numa churrasqueira.
Produzir os raios de Spectreman, dos monstros e das armas também era problema. Os feixes de luz emanados eram feitos com a técnica de raspagem do negativo do filme para criar um desenho semelhante a um raio, quadro por quadro. Às vezes, o recurso era abandonado e ouvia-se apenas o som do disparo dos lêiseres das armas.

### Destaques do enredo
A série trazia uma interessante ambiguidade. Apesar de suas ideias imperialistas, o doutor Góri justificava seus planos de invadir e dominar a Terra com um argumento muito racional e atual: os seres humanos estão destruindo o planeta com a poluição e, por isso, não merecem viver nele. Góri queria extinguir a população da Terra para recriar as belezas naturais e se tornar o governante do planeta. Pensando por esse viés, ao defender a Terra dos ataques do inimigo — que criava monstros ecologicamente corretos, pois usava, como matéria-prima, o lixo reciclado —, Spectreman estaria, mesmo sem querer, defendendo as grandes corporações poluidoras e causadoras do aquecimento global. Na verdade, o herói tinha consciência da triste consequência de suas intervenções. Várias vezes ele deixava claro que o ser humano só tinha chance de sobreviver se cuidasse melhor do planeta. Mesmo assim, por vontade própria e também por ordem dos Dominantes, Spectreman defendia os terráqueos.
No episódio "O vampiro do espaço", considerado por muitos como o melhor da série, cujo clima sombrio lembrava muito alguns episódios de Ultraseven, Spectreman enfrenta Vordalac (Kyudora, nome original), uma criatura hematófaga que se alimenta de sangue contaminado. Spectreman recebe ajuda de um outro alienígena, um raluxiano vindo da constelação de Ralux (Paru, nome original), que dedicou sua vida a capturar e destruir Vordalac, mas acabou morrendo na Terra devido a sua debilidade respiratória provocada pela poluição de nossa atmosfera e também por ter sido gravemente ferido por Vordalac. Mas foi graças à ajuda desse raluxiano que Spectreman consegue derrotar a terrível criatura. Curiosidade: foi o único episódio da série em que o Dr. Gori não apareceu.
Os episódios 5 e 6 — "O exílio de Spectreman" — foram escritos por Kazuo Koike, conhecido no Brasil pelo seu trabalho com o famoso mangá Lobo Solitário. Na história criada por ele, o herói desafia as ordens dos Dominantes e se recusa a matar uma família que havia sido abduzida (raptada) pelo doutor Góri e estava contaminada por poluentes mortais, com risco de infectar toda a população. Como punição pela desobediência, Spectreman é desligado e exilado em outro planeta.

### Tetsuo Narikawa é Kenji
O ator Tetsuo Narikawa (Kenji) era um carateca experiente, mas esse fato não foi explorado pelos produtores da série. Após abandonar a carreira de ator, Narikawa deu aulas de caratê no Japão até ao seu falecimento em 1 de janeiro de 2010. Ele morreu aos 65 anos, vítima de câncer de pulmão (Narikawa era fumante e provavelmente esse foi o desencadeador de sua enfermidade. Curiosidade: no quarto episódio da série, "Operação sequestro diabólico", Kenji aparece fumando na cena em que ele está almoçando com Minnie e está sendo procurado por Karas). Foi, inclusive, fundador e presidente da liga nacional japonesa de caratê.

### Versão internacional
A versão de Spectreman exibida no Brasil é a norte-americana. Essa adaptação para os estadunidenses acabou sendo comercializada em todo o mundo. Além da dublagem para a língua inglesa, a série recebeu nova abertura e encerramento e teve alterações na edição dos episódios.

### 60 ou 63 episódios exibidos no Brasil
Os episódios perdidos do Spectreman foram exibidos no Brasil. O episódio (25 e 26) intitulado "Uma Arma para Spectreman" foi exibido na TV Record de 1981 a 1982 e também foi exibido pela TVS entre 1983 e 1986. Na última exibição da série, de 1988 a 1990, o episódio não foi exibido. O episodio 27, intitulado "A Arena dos Monstros", foi só exibido na TV Record em 1981 e 1982. Quando a série mudou para a TVS em 1983, este episódio não foi mais exibido.

### Episódios escritos não filmados
Esses episódios foram escritos mas nunca foram filmados: eram para ser os episódios 3 e 4 e os episódios 25 e 26.

O episódio 3 e 4, "Plano Destruição do Complexo" ou コンビナート破壊計画 ([Konbina-to Hakai Keikaku] Erro: {{japonês}}: o texto tem marcação itálica (ajuda))

Neste episódio, o doutor Góri manda Karas espalhar uns fósseis num sítio arqueológico perto de uma refinaria. Um cientista descobre os fósseis, remonta-os e pede ajuda à Divisão de Pesquisa da Poluição. O chefe Kurata, Minnie e Kenji vão para lá e, chegando ali, Kenji fica desconfiado com a aparência do tal dinossauro encontrado pelo cientista. Tinha razão para estar desconfiado: o estranho dinossauro é, na verdade, uma criatura do planeta do doutor Góri. Seu nome é Gareron. O cientista que o descobre começa limpar os ossos de Gareron com óleo e, ao poucos, o monstro começa a ganhar brilho. o cientista fica maravilhado ao ponto de banhar com mais petróleo o monstro, que começa a ganhar nervos, músculos e vida ao ponto ficar gigante e começar a destruir todo o complexo petrolífero. Esse era o plano do doutor Góri: destruindo esse campo que refina combustível, o Japão ficaria sem combustíveis para seus carros, motos, caminhões e aviões, pois a sede de Gareron por combustível é a mesma que a de um automóvel por gasolina. Os Dominantes alertam Spectreman sobre esse novo perigo e, de imediato, ele se transforma e destrói essa criatura horrenda.

O Episódio 25 e 26, "Não Atire na Borboleta" ou そのちょお撃つな！ ([Sono cho o Utsuna] Erro: {{japonês}}: o texto tem marcação itálica (ajuda))

Neste episódio, Kenji foi investigar um estranha neve negra que está caindo em uma região montanhosa do Japão. Chegando lá, vê a estranha neve negra e também uma borboleta gigantesca. Ele solicita transformação ao Dominantes. É o que acontece. Spectreman destrói o monstro. Quando ele volta à forma humana, uma garota aparece na frente dele e fala: "Por que você matou a minha mãe?" Ela explica ao herói que veio de outra galáxia, para encontrar a paz, pois o planeta dela começou a morrer, e então vieram para a Terra. Mas a mãe dela começou agir estranhamente. Ela diz para Kenji o porquê desse comportamento: é que a mãe dela foi contaminada por agrotóxicos que foram espalhados por toda a região. Kenji se culpa por ter matado a mãe da garota.
O doutor Góri fica interessado na borboleta que lutou contra o herói e, secretamente, cria um monstro idêntico. O monstro aparece e Os Dominantes ordenam que Kenji se transforme imediatamente e destrua essa criatura. Ele o faz e luta contra o monstro. A garota aparece novamente e implora para Spectreman não matá-la. Ele não a ouve, pois Os Dominantes o alertam que essa criatura não é a mãe da garota e sim uma cópia criada pelo doutor Góri. Então Spectreman destrói a criatura.
Kenji encontra o garota e explica tudo. Então ela fala que vai partir e, de repente, vira uma borboleta. Outras aparecem e todas começam a voar para o espaço sideral. Kenji pensa: "Com são poderosos os irmãos e irmãs da garota. O mal da raça humana é que poluem e espalham produtos químicos agrícolas sem se importar com as outras formas de vida que habitam esse planeta".

### Trilha de sucesso
A trilha musical da abertura norte-americana tornou-se famosa em todo o mundo. Bandas e músicos amadores, ainda hoje, reproduzem, em seus shows, as batidas rápidas do violão, do baixo e da bateria nervosa. A trilha, na verdade, é uma versão da música The First Day Of Forever, do grupo estadunidense The Mystic Moods Orchestra, famosa entre os anos 1970 e 1980. A nova letra foi escrita por Jerry Winn, Bob Todd e Gregory Sill.
Em 2024, o selo Tava Tava Rare, da Itália, lançou as versões das músicas de Spectreman feitas pelo AnisonLab, dos brasileiros Ricardo Cruz e Lucas Araújo, em vinil.

### Elenco e dublagem
Muitos dos dubladores da versão brasileira viriam a dublar o seriado Chaves, algum tempo depois. Confira, a seguir, a relação dos personagens e seus respectivos atores e dubladores.
|  | Personagem Original | Personagem   | Ator               | Dublador            |
|  | ------------------- | ------------ | ------------------ | ------------------- |
|  | Joji Gamou          | Kenji        | Tetsuo Narikawa    | Luís Nunes          |
|  | Boss Kurata         | Chefe Kurata | Tohru Ohira        | Eleu Salvador       |
|  | Toshio Arito        | Ota          | Koji Ozaki         | Mário Vilela        |
|  | Shinkichi Kaga      | Kato         | Takamitsu Watanabe | João Paulo Ramalho  |
|  | Koji Ota            | Wada         | Kazuo Arai         | Marcelo Gastaldi    |
|  | Rie Endoh           | Minnie       | Machiko Konishi    | Leda Figueiró       |
|  | Mineko Tachibana    | Chieko       | Sakurako Shin      | Sandra Mara Azevedo |
|  | Midori Sawa         | Yumi         | Rumi Gotoh         | Rita Cléos          |
|  | Hiromi Yanagida     | Kimie        | Taeko Sakurai      | Leda Figueiró       |
|  | Hakase Gori         | Dr.Gori      | Takanobu Tohya     | Carlos Seidl        |
|  | Enjin Rah           | Karas        | Koji Uenishi       | Osmiro Campos       |
|  | Spectroman          | Spectreman   | Koji Uenishi       | Luís Nunes          |
|  | Nebula              | Dominantes   | Koji Kobayashi     | João Ângelo         |
|  | Nareta              | Narrador     | Koji Kobayashi     | Carlos Seidl        |

Spectreman foi dublado nos estúdios da TVS. A empresa responsável pela dublagem foi a extinta Com-Arte-São Paulo.

### Equipe
Logo abaixo, confira os nomes dos profissionais que trabalharam nos bastidores de Spectreman:

#### Equipe Japão
| Função                | Profissional                                                                                     |
| --------------------- | ------------------------------------------------------------------------------------------------ |
| Criação               | Tomio Sagisu                                                                                     |
| Produção              | Tomio Sagisu                                                                                     |
| Direção               | Higuchi Higuchi, Kanji Otsuka, Keinosuke Tsuchiya, Kôichi Ishiguro, Takeo Sakai, Yasuharu Hasebe |
| Roteiro               | Susumu Taka-Ku, Haruya Yamazaki e Masaki Tsuji                                                   |
| Efeitos especiais     | Tomio Sagisu, Tetsu Matoba, Takeo Sakai, Nobuo Yajima e Koichi Ishiguro                          |
| Edição                | Onishi, Satoru Kazono                                                                            |
| Música                | Miyauchi Kunio e Naohiko Terashima                                                               |
| Direção de fotografia | Isamu Kakita, Shoji Horikawa, Yoshinobu Takahashi                                                |
| Iluminação            | M. Kondo                                                                                         |
| Figurino              | Yuichi Ishikawa                                                                                  |

#### Equipe Estados Unidos
| Função                     | Profissional                                         |
| -------------------------- | ---------------------------------------------------- |
| Produtor associado         | Mel Welles                                           |
| Produção associada         | Fuji Telecasting Co. Ltd.                            |
| Produção                   | Richard L. Rosenfeld                                 |
| Direção                    | Mel Welles                                           |
| Assistente de direção      | Morley L. Rosenfeld, John Thompson, Charles Howerton |
| Edição                     | Alan Geik/Stanley J. Sheff                           |
| Assistentes de edição      | Elaine Kolb, Susan Marcinkus, Karen Wilson           |
| Pós-produção               | Stanley J. Sheff                                     |
| Adaptações de tela         | Mel Welles, Ruth Carter, Charles Howerton            |
| Desenho de abertura        | Howard A. Anderson Co.                               |
| Supervisão musical         | Colgems - EMI Music                                  |
| Trilha de abertura (letra) | Jerry Winn, Bob Todd, Gregory Sill                   |
| Som                        | Quality Sound, Inc.                                  |
| Merchandising              | Selwyn Rausch                                        |

## Episódios
Característica rara até mesmo para as séries mais recentes, as histórias de Spectreman quase sempre eram divididas em dois episódios, chamados, no Brasil, de "Primeira Parte" e "Epílogo". No final da primeira parte, o narrador chamava a atenção do telespectador para que ele não deixasse de conferir o desfecho da história, que viria a acontecer no capítulo seguinte.

## Spectreman nos quadrinhos
Em 1983, a extinta Bloch Editores lançou em quadrinhos a versão não autorizada da série, intitulada Spectreman. A HQ apresentava mudanças em relação ao seriado filmado. As principais eram a cor do personagem (azul) e a grafia do nome humano do herói (Kenzo). A revista teve 30 edições em formatinho (13,5 x 19 cm). A revista deixou de ser publicada em 1986 com o fim da exibição da série na tevê, que só voltaria ao ar novamente em 1988, mas a Bloch Editores não voltaria atrás na sua decisão do cancelamento da revista. Para a versão em quadrinhos, a Bloch Editores contratou Carlos Araújo - escritor, músico e publicitário, hoje diretor de produção e conteúdo no Canal 36, canal de televisão a cabo em Volta Redonda (RJ) -, responsável pelos argumentos e roteiros, e o estúdio do desenhista brasileiro Eduardo Vetillo. O desenhista Edmundo Rodrigues, desenhista de "Jerônimo, o Herói do Sertão", personagem principal de uma radionovela popular criada por Moyses Weltman, depois adaptada como como telenovela, era o diretor da área infantojuvenil da Bloch Editores.
Spectreman ganhou também uma versão mangá com nove volumes tankobon, produzida por Daiji Kazumine (criador do National Kid) e o próprio Souji Ushio.

## Spectreman em vídeo
Recentemente, Spectreman foi lançado no mercado de DVD no Brasil pela distribuidora Cultvídeo em DVD-BOX em dois volumes. Cada volume contendo 4 discos, com som original em japonês, legendas em português e dublados com a dublagem original, menos os 3 episódios perdidos (25, 26, 27), que estão com som original e legendados.
No Japão, Spectreman já tinha saído em dois DVD-BOX: um em uma caixa com os 10 discos e outro com o formato da máscara de Spectreman, também com 10 discos, com vários extras em ambos. Recentemente, saiu, em blu-ray, pela King Records, em 10 discos com vários extras, com entrevistas e dois telefilmes inéditos no Brasil.